# Heinz-Joachim Goll
Heinz-Joachim Goll (* 11. Februar 1955 in Rastede), bekannt vor allem als Jochen Goll, ist ein ehemaliger deutscher Fußballspieler.
Er spielte anfangs auf Positionen in der Abwehr, ab 1979 dann im Mittelfeld.
Heute ist Goll als Fitness- und Personal Trainer tätig.

## Stationen
Von 1976 bis 1984 spielte Goll acht Jahre in der zweiten Bundesliga und brachte es dort auf insgesamt 243 Spiele, in denen er 31 Tore erzielte. In den anderen vier Jahren spielte er in der damals drittklassigen Oberliga.

## Größter Erfolg
- 1982: Platz 5 in der 2. Bundesliga mit Hannover 96